# Lana Jurčević
Lana Jurčević, umjetničkog imena, La Lana, (Zagreb, 7. studenog 1984.) hrvatska je pjevačica.

## Životopis
Lana Jurčević rođena je 1984. godine u Zagrebu. Kći je oca Damira, podrijetlom iz Imotskog i majke Esme, podrijetlom iz Bosne i Hercegovine.
Pjevanjem se bavi od djetinjstva, a profesionalno se počela baviti 2003. godine. U trenutku pojavljivanja na sceni, odmah je izdala svoj prvi album simboličnog naziva Lana koji je sadržavao 10 pjesama Lanine ekskluzivne autorice Milane Vlaović koja iza sebe ima dugogodišnje iskustvo u glazbi, pisanju pjesama i jednu pobjedu na Dori. Surađivala je s eminentnim producentima u Hrvatskoj poput Nikše Bratoša, Predraga Martinjaka Peggy-a, Ante Pecotića, Muca Softića i imala prvi duet sa Severinom “Rođena da budem prva”. Nastupala je na Radijskom festivalu, sa svakom pjesmom ulazila u finale i dobila nagradu za “Medijski najinteresantniju osobu” 2005. godine. Sudjelovala je na Dori 2004 godine s pjesmom "Prava istina" i 2006 godine s pjesmom "Najbolja glumica". Na Dori je postizala velike uspjehe i iz godine u godinu, njezina karijera napreduje uzlaznom putanjom i sve sigurnije zauzima svoje mjesto.
Do sada je objavila četiri albuma. Nastupala je na HRT-ovom plesnom showu Ples sa zvijezdama 2007. godine te je zauzela drugo mjesto iza kolege pjevača Luke Nižetića. Lana je studentica novinarstva na fakultetu političkih znanosti Zagreb. Na 10. hrvatskom radijskom festivalu osvojila je prvo mjesto s pjesmom "Prava ljubav" (duet s Lukom Nižetićem). S pjesmama Odlaziš, Otkad te nema, Najbolja glumica, Ovo nije istina i Prava ljubav ( u duetu s Lukom Nižetićem), otvorila je put prema novom, drugom albumu pod nazivom “1 razlog” (u izdanju Hit records-a) po pjesmi s tog albuma, koju je producirao Boris Đurđević-  Bila je voditeljica EURA 2008. Pjesma "Volim biti zaljubljena" s istoimenog albuma, koji je izdan 2008. godine; je zaštitni znak kampanje 'Prekrižimo rak dojke i raka maternice'. 2012. godine izlazi njezin prvi autorski album "Pobjede i porazi" koji je došao u pakiranju s najfinijim Kraševim pralinama. Krajem 2013 godine izdala je pjesmu "Noć bez granica" koju je snimila u duetu s grupom Connect. 2014 godina bila je vrlo pogodna za nju,ostvarila je nove suradnje u glazbenim vodama i snimila pjesme "Duša Hrvatska", "Majica" i "Hollywood" s kojom obara rekorde, čije tekstove potpisuje poznati tekstopisac Fayo. Pjesmu "Live it,win it" snimila je u aranžmanu s još 24 pjevača iz drugih zemalja za Svjetsko prvenstvo u rukometu, Katar 2015 godine gdje je bila predstavnica Hrvatske. Lana je velik dio svog života posvetila glazbi i svemu što ona predstavlja. Nastupa i održava samostalne koncerte, gostuje po Hrvatskoj, Sloveniji, Njemačkoj, Australiji... Uz sve to Lana se još i stigne baviti humanitarnim radom te je u ljeto 2013. godine provela mjesec dana volontirajući u domu za nezbrinutu djecu 'Mali dom' u Africi, također se jako često odaziva na humanitarne akcije i koncerte diljem države, bilo za ljude, bilo za životinje.
Početkom 2015. godine Lana Jurčević i Luka Nižetić udružili su se ponovo u duetu. Svoje fanove odlučili su iznenaditi baladom *OD NAJGORIH NAJBOLJI* i time velikoj uspješnici *PRAVA LJUBAV* dati nastavak. Tekst potpisuje Fayo, a za glazbu i aranžman zaslužan je Amil Lojo. Početkom ljeta 2015. izlazi novi singl simboličnog naziva "Ludo ljeto" s kojim se Lana predstavila na CMC festivalu i ujedno održala svoj veliki koncert na glavnoj pozornici. Glazbu za "Ludo ljeto" napisala je sama pjevačica dok tekst potpisuje Fayo, a za aranžman je zaslužan Natko Smoljan.
2020. godina predstavlja prekretnicu u dosadašnjoj karijeri Lane Jurčević jer napokon potpisuje ugovor s izdavačkom kućom Warner Music za strano tržište, te se za strano tržište predstavlja kao La Lana.Prvi singl iz ove suradnje je bila pjesma So messed up koja je imala uspjeha tek na regionalnom tržištu.

## Diskografija

### Studijski albumi
| Title                  | Details                                                                                                  | Peak chart positions |
| Title                  | Details                                                                                                  | HR                   |
| ---------------------- | --- | -------------------- |
| Lana                   | - izdan: 2003. - producentska kuća: Croatia Records - formati: CD, kazeta, digitalni download, streaming | [ a ]                |
| 1 razlog               | - izdan: 2006. - producentska kuća: Hit Records - formati: CD, digitalni download, streaming             | [ a ]                |
| Volim biti zaljubljena | - izdan: 2008. - producentska kuća: Hit Records - formati: CD, digitalni download, streaming             |                      |
| Pobjede i porazi       | - izdan: 2012. - producentska kuća: Menart - formati: CD, digitalni download, streaming                  |                      |
| Tabu                   | - izdan: 2017. - producentska kuća: Croatia Records - formati: CD, digitalni download, streaming         | 3.                   |

### Kompilacije
- Kopija (2010.)

### Singlovi
| Naslov                                 | Godina | Plasman | Album                  |
| Naslov                                 | Godina | HR      | Album                  |
| -------------------------------------- | ------ | ------- | ---------------------- |
| Rođena da budem prva s Severinom       | 2003.  | –       | Lana                   |
| Zašto me nećeš s Promilima             | 2003.  | 7.      | Lana                   |
| Na pola                                | 2003.  | 17.     | Lana                   |
| Preboli me                             | 2003.  | 17.     | Lana                   |
| Odlaziš                                | 2004.  | 2.      | 1 razlog               |
| Prava istina                           | 2004.  | –       | 1 razlog               |
| Ovo nije istina                        | 2005.  | –       | 1 razlog               |
| Otkad te nema                          | 2005.  | 11.     | 1 razlog               |
| Najbolja glumica                       | 2006.  | 2.      | 1 razlog               |
| Prava ljubav s Lukom Nižetićem         | 2006.  | 1.      | 1 razlog               |
| 1 razlog                               | 2006.  | 3.      | 1 razlog               |
| Kradljivica srca                       | 2006.  | 9.      | 1 razlog               |
| Okovi na srcu                          | 2007.  | 4.      | Volim biti zaljubljena |
| Začaran                                | 2008.  | –       | Volim biti zaljubljena |
| Zora bijela                            | 2008.  | 14.     | Volim biti zaljubljena |
| Volim biti zaljubljena                 | 2008.  | 2.      | Volim biti zaljubljena |
| Miljama daleko                         | 2008.  | 2.      | Volim biti zaljubljena |
| Pronađi me                             | 2008.  | 4.      | Volim biti zaljubljena |
| Kopija                                 | 2010.  | 12.     | Kopija                 |
| Zašto volim loše dečke                 | 2012.  | –       | Pobjede i porazi       |
| La la land                             | 2012.  | 28.     | Pobjede i porazi       |
| Nitko i ništa                          | 2012.  | 3.      | Pobjede i porazi       |
| Što je moje što je njeno               | 2012.  | –       | Pobjede i porazi       |
| Noć bez granica s grupom Connect       | 2013.  | –       | Tabu                   |
| Hollywood                              | 2014.  | 17.     | Tabu                   |
| Duša Hrvatska                          | 2014.  | –       | Tabu                   |
| Majica                                 | 2014.  | 40.     | Tabu                   |
| Od najgorih najbolji s Lukom Nižetićem | 2014.  | 13.     | Tabu                   |
| Ludo ljeto                             | 2015.  | 6.      | Tabu                   |
| Neke se noći ne spavaju                | 2015.  | 34.     | Tabu                   |
| Tabu                                   | 2016.  | 14.     | Tabu                   |
| Šećeru                                 | 2016.  | 34.     | Tabu                   |
| Vrti mi se s Antom Cash                | 2016.  | 22.     | Tabu                   |
| Kim Kardashian                         | 2017.  | –       | Tabu                   |
| Daj da plovimo (Haj lajf)              | 2017.  | –       | Tabu                   |
| Duplo slađe s Mejašima                 | 2017.  | 11.     | Singl                  |
| Usne ko milijun watti                  | 2018.  | –       | Singl                  |
| Upalimo ljubav s Lukom Basijem         | 2018.  | 13.     | Singl                  |
| Tipično muški                          | 2023.  | –       | Singl                  |

### KaoLa Lana
| Naslov                        | Godina | Plasman   | Album |
| Naslov                        | Godina | HR Strana | Album |
| ----------------------------- | ------ | --------- | ----- |
| So messed up s Yung Baby Tate | 2020.  | 2.        | Singl |

## Filmografija
- "Tvoje lice zvuči poznato" kao Lana Jurčević (2016.)